# Paweł Kaczyński (1799–1878)
Paweł Kaczyński (ur. 23 czerwca 1799 w Nasielsku, zm. 28 kwietnia 1878 w Drzewicy) – polski inżynier, oficer Gwardii Honorowej Warszawy w powstaniu listopadowym.

## Życiorys
Urodził się 23 czerwca 1799 w Nasielsku w rodzinie Feliksa herbu Pomian i żony jego Rozalii Świtalskiej. Szkoły kończył w Pułtusku, a następnie w 1824 uzyskał stopień magistra filozofii na Królewskim Uniwersytecie Warszawskim. W 1825 został wybrany na profesora w mechaniki technicznej w planowanym Instytucie Politechnicznym i wysłany za granicę celem uzupełnienia wiedzy. Odbył studia w Instytucie Politechnicznym w Wiedniu oraz w Szkole Aplikacyjnej Dróg i Mostów w Paryżu, a następnie przebywał naukowo w Anglii, Belgii i Holandii.
W 1829 objął katedrę budownictwa machin w Szkole Przygotowawczej do Instytutu Politechnicznego. Brał czynny udział w powstaniu listopadowym będąc podporucznikiem w Gwardii Narodowej. W maju 1831 ogłosił w prasie artykuł pt. „Jak można usamowolnić cały naród polski” i po upadku powstania do 1836 nie mógł zajmować żadnej posady rządowej.
W latach 1836–1850 był wykładowcą mechaniki teoretycznej w gimnazjach warszawskich oraz nauk inżynierskich w Instytucie Agronomicznym na Marymoncie. W 1860 został powołany do Rady Przemysłowej przy Komisji Rządowej Spraw Wewnętrznych i Duchowych Królestwa Polskiego oraz należał do Towarzystwa Rolniczego.

## Publikacje
Współpracował z Biblioteką Warszawską, gdzie zamieszczał artykuły oraz w 1866/67 redagował „Pamiętnik Techniczny”. Wraz z J.Bełzą i Karolem Kurkiem wydał część I „Zasad technologii chemicznej gospodarskiej”. W Roczniku Towarzystwa Rolniczego zamieścił w 1861 rozprawę „O oszczędnym użyciu drzewa pod względem gospodarczo-leśnym, ekonomicznym i technicznym” i w Bibliotece Warszawskiej w następnym roku „Krytyczną ocenę przyrządów technicznych w przemyśle krajowym używanych”.
Żonaty z Karoliną Fermer i miał córkę Bronisławę. Zmarł 28 kwietnia 1878 w Drzewicy, pochowany został na warszawskich Powązkach (kwatera 32 wprost-4-3).